# Grækenland ved vinter-PL 2018
Grækenland deltog ved vinter-PL 2018 i Pyeongchang, Sydkorea i perioden 9.-18. marts 2018. Landet deltog med en atlet.

## Medaljer
| 2018 Pyeongchang | Guld | Sølv | Bronze | Total |
| Grækenland       | 0    | 0    | 0      | 0     |